# Колонизација
Колонизација је израз који у најширем смислу означава досељавање, односно долазак одређених организама (биљних и животињских врста) на подручје на коме претходно нису трајно живјели. У том, ширем, смислу се почео користити тек од биолога у 19. вијеку. У свом ужем смислу се под колонизацијом сматра искључиво досељавање људи - колониста - на неко подручје, и то најчешће добровољно, организовано и планирано.
Мотиви за колонизацију могу бити различити - од настојања самих колониста да себи осигурају живот под повољнијим економским, климатским и другим условима, преко настојања њихове матичне заједнице или државе да се ријеши пренасељености до контроле над стратешки важним територијама и уз њих везаним природним ресурсима. Колонизација је феномен који је постојао од самих почетака писане историје, па је тако позната грчка колонизација и римске колоније. У Новом вијеку су разне европске државе оснивале колоније у Африци, Аустралији и Америкама, а што је пракса која се везује уз нешто шири појам колонијализма.